# Presa de Llano
Presa De Llano es un parque ecológico del municipio de Villa de Carbón, Estado de México. Además, la presa que se incluye dentro parques estatales, ha adquirido su fama tanto en el Estado de México como en la capital principalmente por la diversidad de ingredientes que ofrece para la práctica del ecoturismo, turismo familiar y deportes extremos. Es por esto que la presa es visitada por muchos en la mayor parte del año. 
Esta presa artificial funciona como abastecedor de agua alrededor de los pueblos vecinos, en la cual utilizan el agua que les llega para utilizarla en regar sembradíos principalmente, además de abastecer de agua la presa cuenta con criaderos de peces trucha lo que ayuda a que se conserven este tipo de peces. 
Rodeada de una abundante vegetación y de bosques alpinos, la presa imita al jade por el color verde de sus aguas tranquilas que reflejan el azul del cielo. La Presa del Llano se encuentra a 12 km. al suroeste de Villa del Carbón. 
Tiene zona de campamento, alimentos,hospedaje e infinidad de atractivos para pasar grandes momentos en familia; cuenta con tirolesa, áreas de juegos, diversión y mucho más.

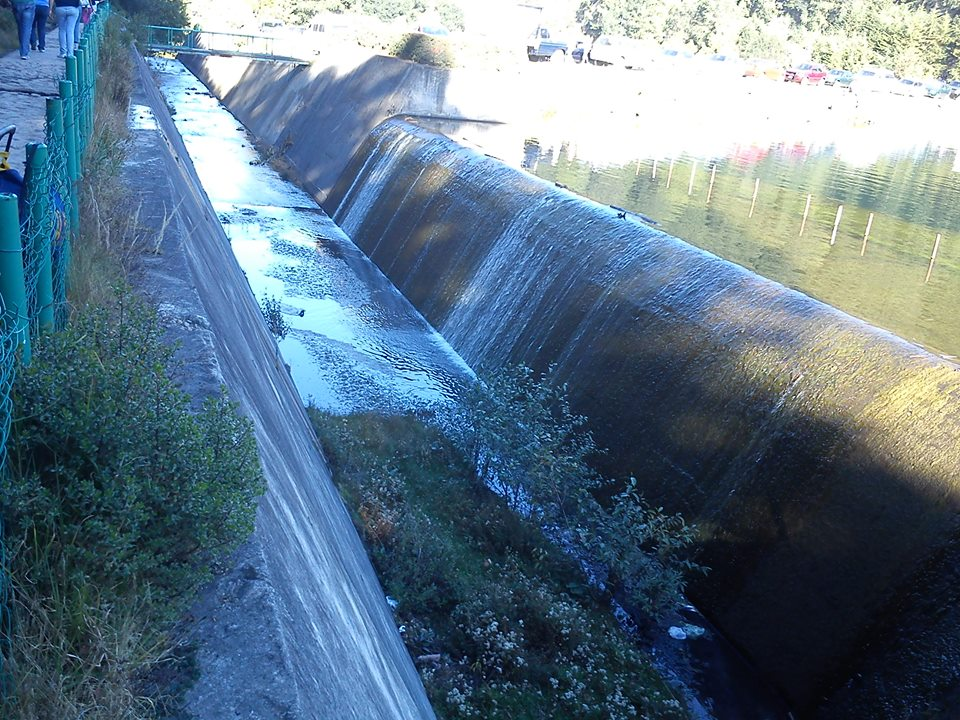
Vista panorámica de la presa.

## Clima
Ya que está ubicado en una zona boscosa y estar rodeado de ríos, tiende a tener una temperatura fría-templada en la mayor parte del año. En la temporada de invierno la temperatura suele ser muy baja y en la primavera templada.

## Actividades
La presa cuenta con diferentes atracciones para quienes la visitan, por ejemplo: tirolesa, paseos a caballo, pesca, etc. lo que la hace ser un centro de recreación. y de ser uno de los centros turísticos de Villa de Carbón.

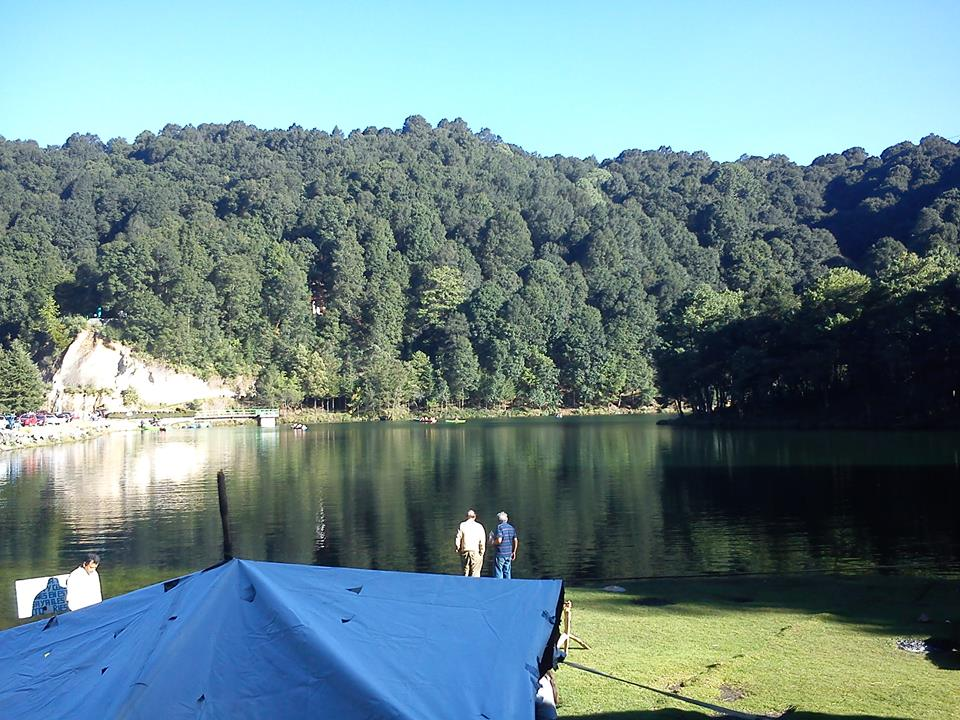
Parque ecológico del llano